# Le Tout Nouveau Testament
Le Tout Nouveau Testament (bra: O Novíssimo Testamento; prt: Deus Existe e Vive em Bruxelas) é é um filme de comédia e fantasia de 2015, escrito, produzido e dirigido por Jaco Van Dormael. É uma coprodução entre Bélgica, França e Luxemburgo. O filme foi exibido na Quinzena dos Diretores no Festival de Cannes de 2015. Foi selecionado como a entrada belga do Melhor Filme em Língua Estrangeira no Oscar de 2016, fazendo parte da lista final de dezembro de nove filmes, mas não foi indicado. O Novíssimo Testamento recebeu dez indicações no 6º Magritte Awards, ganhando quatro prêmios, incluindo Melhor Filme e Melhor Diretor por Van Dormael. O filme se tornou um filme cult.

## Elenco
- Benoît Poelvoorde - Deus
- Catherine Deneuve - Martine
- François Damiens - François
- Yolande Moreau - Esposa de Deus
- Pili Groyne - Filha de Deus, Ea
- Laura Verlinden - Aurélie
- Serge Larivière - Marc
- David Murgia - Jesus Cristo
- Johan Leysen - Marido de Martine
- Pascal Duquenne - Georges
- Viviane De Muynck - Mãe de Georges
- Johan Heldenbergh

## Enredo
Deus vive em um apartamento em Bruxelas, que ele compartilha com sua esposa mansa e sua filha de 10 anos, Ea, a quem ele é emocional e fisicamente abusivo. Deus é um sádico rabugento que criou a humanidade especificamente para ter algo a atormentar. Ele manipula a realidade através de um computador pessoal que ele proíbe que sua família acesse. Um dia, Ea entra furtivamente em seu escritório e descobre como ele está maltratando humanos. Isso enfurece Deus, que então chicoteia Ea com o cinto. Ea decide se rebelar contra seu pai. Ela rouba a chave de seu escritório e acessa as datas programadas de morte de todos os seres humanos no mundo e libera as informações por meio de seus celulares. Todo mundo com um telefone celular recebe uma mensagem de texto informando exatamente quando eles vão morrer. Ea então trava o computador de Deus e foge do apartamento através de uma máquina de lavar que fornece um túnel para o mundo exterior. Vagando pelas ruas de Bruxelas, Ea decide seguir os passos de seu irmão Jesus e escrever um Novo Testamento como sua contribuição para a raça humana. Ela seleciona seis apóstolos para narrar suas histórias de vida. Ela primeiro chama um mendigo, Victor, para ser seu escriba, já que ela não sabe escrever bem.
O primeiro apóstolo é uma mulher reclusa que perdeu o braço esquerdo em um acidente e sente que ninguém a amará. O segundo é um homem que odeia seu trabalho e sua vida, que decidiu nunca se mudar de um banco no parque agora que sabe a data de sua morte. Ea traduz para permitir que ele converse com um pássaro. Isso o induz a seguir um bando de pássaros até o Polo Norte. O terceiro apóstolo é um homem sexualmente frustrado, que é desajeitado com as mulheres e continua apaixonado por uma garota alemã que conheceu quando menino. Com o incentivo de Ea, ele se torna dublador de filmes pornográficos, onde encontra e estabelece um relacionamento com a garota por quem era fixado a vida toda. O quarto apóstolo é um homem fascinado com a morte e o assassinato. Ele compra um rifle e atira em pessoas sabendo que, como todas as datas de morte já são pré-determinadas, elas não podem ser de sua responsabilidade. Ea o leva a atirar em uma mulher, o primeiro apóstolo. Ele a acerta no braço protético. Acreditando que este é um sinal divino, ele corteja a mulher e eles estabelecem um relacionamento, e ele aprende a abraçar a vida em vez da morte. O quinto apóstolo é uma mulher idosa presa em um casamento sem amor, especialmente agora, que o marido sabe que viverá mais dos que ela por muitos anos. Ea convence-a a trair o marido. Ela faz sexo com uma jovem prostituta e depois forma um relacionamento amoroso com um gorila. O gorila assusta o marido, para sua alegria. O sexto apóstolo é um garoto doente que, quando descobriu que tinha apenas alguns dias para viver, decidiu vivê-los como menina. Ea o encoraja a viver cada dia como o equivalente a um mês.
Deus fica horrorizado quando descobre o que Ea fez e que ele não pode mais atormentar os humanos. Trancado do computador, Ele não tem poder. Ele sai do apartamento usando a rampa na lavanderia e, no mundo real, sofre todos os maus-tratos e frustrações que criou para a humanidade. Ele é agredido por todos que conhece. Ele descobre, horrorizado, que o túnel de seu apartamento desapareceu e está preso na Terra, impotente e sozinho. Ele se refugia em uma igreja, onde suas críticas ultrajantes a seu filho Jesus Cristo provocam um padre de caridade a espancá-lo e, eventualmente, deportá-lo para o Uzbequistão com um grupo de imigrantes ilegais.
Ea e seus apóstolos vão para o litoral, onde centenas de pessoas se reuniram para passar as últimas horas de suas vidas. Um avião, que está carregando Deus sob escolta policial, cai do céu e ameaça bater na praia e matar todos. No último momento, no entanto, a esposa de Deus percebe que o número de apóstolos aumentou para 18, seu número favorito, explora o espaço de trabalho do marido, involuntariamente reinicia o computador e começa a configurar uma nova vida para a humanidade. Ela exclui as mensagens que notificaram as pessoas sobre sua data de falecimento. O avião recupera altitude e uma nova criação nasce sob um céu cheio de flores. Victor publica o Novo Testamento, que se torna um best-seller e o lança da pobreza sem esperança para uma nova vida de fama e fortuna. Deus chega ao Uzbequistão, onde trabalha em uma linha de montagem que fabrica máquinas de lavar. Ele continua procurando, sem sucesso, a máquina de lavar com a escotilha de escape que o levará de volta ao seu apartamento.

## Recepção
O Novíssimo Testamento recebeu críticas geralmente favoráveis dos críticos de cinema. No Rotten Tomatoes, o filme possui uma taxa de aprovação de 82%, com base em 77 avaliações com uma classificação média de 7.02/10. O consenso crítico do site diz: "O Novo Testamento lança um olhar surreal, subversivo e engraçado para os temas bíblicos através de uma lente moderna - e refrescante - original". No Metacritic, o filme recebeu uma pontuação média de 70 em 100, com base em 17 avaliações dos principais críticos, indicando "revisões geralmente favoráveis".

## Premiações
| Prêmio / Festival                                | Categoria                          | Beneficiário                                             | Resultado    |
| ------------------------------------------------ | ---------------------------------- | -------------------------------------------------------- | ------------ |
| Austin Film Critics Association                  | Melhor Filme em Língua Estrangeira | O Novíssimo Testamento                                   | Nomeado      |
| Belgian Film Critics Association                 | Melhor Filme                       | O Novíssimo Testamento                                   | Ganhou       |
| Biografilm Festival                              | Europa Audience Award              | O Novíssimo Testamento                                   | Ganhou       |
| Biografilm Festival                              | Guerrilla Award for Best Film      | O Novíssimo Testamento                                   | Ganhou       |
| Festival de Cannes                               | Prémio Art Cinema                  | O Novíssimo Testamento                                   | Nomeado      |
| Festival de Cannes                               | Europa Cinemas Label Award         | O Novíssimo Testamento                                   | Nomeado      |
| Festival de Cannes                               | Prémio SACD                        | O Novíssimo Testamento                                   | Nomeado      |
| Prêmio César 2016                                | Melhor Filme Estrangeiro           | O Novíssimo Testamento                                   | Nomeado      |
| Prêmio David di Donatello                        | Melhor Filme Europeu               | O Novíssimo Testamento                                   | Nomeado      |
| Prêmios do Cinema Europeu                        | Melhor Comédia Europeia            | O Novíssimo Testamento                                   | Nomeado      |
| Prêmios do Cinema Europeu                        | Melhor Designe de Produção         | Sylvie Olivé                                             | Ganhou       |
| European Film Festival Palić                     | Melhor Filme                       | O Novíssimo Testamento                                   | Nomeado      |
| Fantastic Fest                                   | Melhor Comédia                     | O Novíssimo Testamento                                   | Ganhou       |
| Filmfest Hamburg                                 | Prêmio Art Cinema                  | O Novíssimo Testamento                                   | Nomeado      |
| Globo de Ouro de 2016                            | Melhor Filme em Língua Estrangeira | O Novíssimo Testamento                                   | Nomeado      |
| Prêmios Gopo                                     | Melhor Filme Europeu               | O Novíssimo Testamento                                   | Nomeado      |
| Festival Internacional de Cinema de Haifa        | Melhor Filme Internacional         | O Novíssimo Testamento                                   | Ganhou       |
| Festival Internacional de Cinema de Haifa        | Prêmio Carmel                      | O Novíssimo Testamento                                   | Nomeado      |
| Prêmio Lumière 2016                              | Melhor Filme em Língua Francesa    | O Novíssimo Testamento                                   | Nomeado      |
| Prémio de Cinema do Luxemburgo                   | Melhor Filme em Coprodução         | O Novíssimo Testamento                                   | Ganhou       |
| Prémio de Cinema do Luxemburgo                   | Melhor Realização Técnica          | Marco Lorenzini                                          | Nomeado      |
| Prémio Magritte 2016                             | Melhor Filme                       | The Brand New Testament                                  | Ganhou       |
| Prémio Magritte 2016                             | Melhor Diretor                     | Jaco Van Dormael                                         | Ganhou       |
| Prémio Magritte 2016                             | Melhor Roteiro                     | Jaco Van Dormael e Thomas Gunzig                         | Ganhou       |
| Prémio Magritte 2016                             | Melhor Atriz Coadjuvante           | Yolande Moreau                                           | Nomeado      |
| Prémio Magritte 2016                             | Mlehor Ator Coadjuvante            | David Murgia                                             | Nomeado      |
| Prémio Magritte 2016                             | Atriz Mais Promissora              | Pili Groyne                                              | Nomeado      |
| Prémio Magritte 2016                             | Ator Mais Promissor                | Romain Gelin                                             | Nomeado      |
| Prémio Magritte 2016                             | Melhor Cinematografia              | Christophe Beaucarne                                     | Nomeado      |
| Prémio Magritte 2016                             | Melhor Som                         | François Dumont, Michel Schillings and Dominique Warnier | Nomeado      |
| Prémio Magritte 2016                             | Melhor Trilha Original             | An Pierlé                                                | Ganhou       |
| Méliès de Ouro                                   | Melhor Filme Europeu Fantástico    | O Novíssimo Testamento                                   | Nomeado      |
| Festival Internacional de Cinema da Noruega      | Prêmio do Público                  | O Novíssimo Testamento                                   | Ganhou       |
| Festival Internacional de Cinema da Noruega      | Prêmio Especial do Júri            | O Novíssimo Testamento                                   | Ganhou       |
| Festival Internacional de Cinema de Palm Springs | Melhor Característica Narrativa    | O Novíssimo Testamento                                   | Vice-campeão |
| Prêmios Satellite                                | Melhor Filme em Língua Estrangeira | O Novíssimo Testamento                                   | Nomeado      |
| Prêmio Sergio Amidei                             | Melhor Roteiro                     | Jaco Van Dormael e Thomas Gunzig                         | Nomeado      |
| Festival de Cinema de Sitges                     | Melhor Filme                       | O Novíssimo Testamento                                   | Nomeado      |
| Festival de Cinema de Sitges                     | Melhor Atriz                       | Pili Groyne                                              | Ganhou       |
| Festival de Cinema de Sitges                     | Melhor Filme Europeu Fantástico    | O Novíssimo Testamento                                   | Ganhou       |
| Tallgrass Film Festival                          | Recurso Narrativo Marcante         | O Novíssimo Testamento                                   | Ganhou       |
| Trailers FilmFest                                | Melhor Trailer Europeu             | O Novíssimo Testamento                                   | Ganhou       |